# Клан Хендерсон

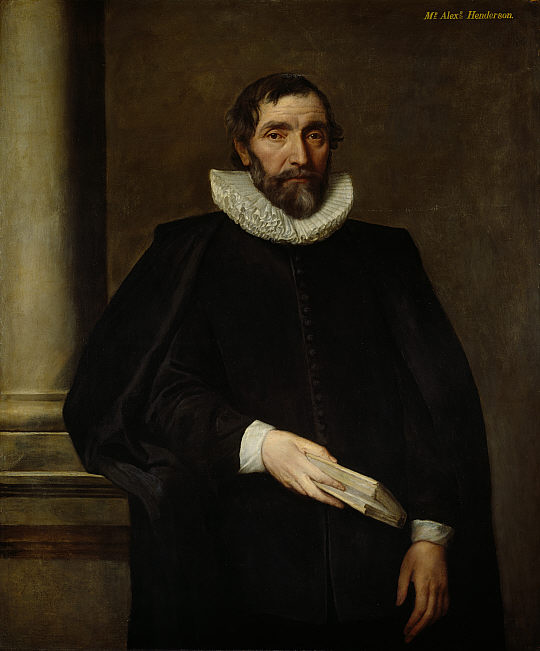
Богослов Александр Хендерсон из Форделла (1583—1646)

Клан Хендерсон (шотл. — Clan Henderson, гэльск. — Clann Eanruig, Clann MacEanruig) — один из кланов равнинной части Шотландии (Лоуленд). Но некоторые ветви клана владели землями в горной части Шотландии — в Хайленде.
- Девиз клана: virtus Sola nobilitat — Только добродетель облагораживает (лат.)
- Боевой клич клана: The Hendersons are here! — Хендерсоны здесь!
- Земли клана: Шотландское Приграничье, Глен-Коу, Кейтнесс (шотл. — Scottish Borders, Glen Coe, Caithness)
- Символ клана: ветка хлопчатника
- Вождь клана: Алистер Дональд Хендерсон из Форделла (гэльск. — Alistair Henderson Fordell)[1]
- Историческая резиденция вождя клана: Замок Форделл (шотл. — Fordell Castle)[3].

## История клана Хендерсон

### Происхождение клана Гендерсон
Есть три ветви клана Гендерсон:
- Клан Хендерсон, который жил на землях Шотландского Пограничья (с Англией). Их часто называют «сыновья Генри» или клан Хенрисон (шотл. — Henryson). В 1374 году Уильям Хендерсон был камергером замка Лочмабен[2]. Он умер в 1395 году[2].
- Вторая линия — клан Хендерсон, который является септом клана Макдональд из Гленко[2].
- Третья линия — клан Хендерсон, септ клана Ганн, который проживает на крайнем севере Шотландии[2].

Не ясно в какой степени эти три линии клана родственны и родственны вообще. На эту тему исторических документов и свидетельств нет.

### XVI век
В 1513 году Джеймс Хендерсон из Форделла был убит вместе со своим старшим сыном в битве с англичанами при Флоддене.
Клан заселяет и осваивает земли Дамфризшира и Лиддесдейла, но клана Хендерсон нет в списке приграничных кланов, который был озвучен в парламенте Шотландии в 1594 году, когда правительство пыталось подавить действия приграничных рейдеров. Из этого клана происходит Джеймс Хендерсон (Джеймс Генрисон), лорд-адвокат с 1494 года. Он приобрёл земли Форделл в Файфе и построил замок Форделл. Именно от него произошли все последующие вожди клана Хендерсон.

### XVII век
Один из самых известных людей из клана Хендерсон был Александр Хендерсон из Форделла, который родился в 1583 году. Он получил образование в университете Сент-Эндрюс, где он стал магистром искусств и профессором философии в 1611 году. Он позже стал чиновником прихода Леучарс и протестовал против попыток Карла I Стюарта реформировать церковь Шотландии. Он был особенно против новых молитвенников и отправился в Эдинбург, где представил ходатайство в Тайный совет, заявив, что книга не получила санкцию Генеральной Ассамблеи Церкви Шотландии и парламента. Хендерсон и Джонстон из Уористона вместе разработали Национальный Ковенант, который был первым из подобных документов, подписанных в церкви Грейфрирс Кирк в Эдинбурге. Хендерсон был единогласно избран председателем Генеральной Ассамблеи в Глазго в 1638 году, и поэтому он был в авангарде церковной политики во время неспокойного правления Карла I Стюарта. Александр Хендерсон также был ответственным за разработку Торжественной лиги и Ковенанта в 1643 году. Он же вёл переговоры с королём, когда начались боевые действия Гражданской войны. Хендерсон встречался с королём, и пробовал убедить его согласиться с требованиями церкви Шотландии. Хендерсон умер из-за плохого состояния здоровья в августе 1646 года и был похоронен во дворе церкви Грейфриарс. Там находится его памятник.
Тем временем Джон Хендерсон из Форделла (1605—1650), 5-й вождь клана Хендерсон, воевал как верный роялист за короля во время Гражданской войны в Шотландии.

### Клан Хендерсон — септ клана Макдональд из Гленко
Был ещё клан Хендерсон, который жил на крайнем севере Шотландии — в горах, в Хайленде, в местности Глен-Коу. Этот клан назывался ещё Макэнруг или Энруг. Исторические предания говорят, что этот клан происходит от принца пиктов Энруга Мора Мак Ри Нехтайна (гэльск. — Eanruig Mor Mac Righ Neachtain) — сына короля пиктов Нехтайна. Его ещё называют Великий Генри сын короля Нехтайна. Нехтайн или Нехтан Мак Дер-Илей (гэльск. — Nechtan mac Der-Ilei) был королём королевства пиктов Альба и правил где-то между 700 и 724 годами. Не известно, когда клан Хендерсон (Макэнруг) поселился в долине Гленко, но историческая традиция и предания говорят, что один из вождей клана Макэнруг женился на богатой наследницей тех мест. Он был сыном любовницы Ангуса Ога Островитянина (гэльск. — Aonghas Óg). У них был сын Иэн Фраох (гэльск. — Ian Fraoch). Сыном Иэна Фраоха был Иэн Абрах (гельск. — Iain Abrach) — его потомки именовались клан МакИэн — они стали вождями клана Макдональд из Гленко. В 1662 году состоялась печально знаменитая Резня в Гленко. Среди убитых был вождь клана Хендерсон, известный музыкант-волынщик и певец Хендерстон. О нём говорили, что он был ростом 6 футов и 7 дюймов (200 см).

### Клан Хендерсон — септ клана Ганн
Другие люди, что называли себя кланом Хендерсон, жили на крайнем севере Шотландии и были септом клана Ганн. Хендри (гэльск. — Hendry) — один из младших сыновей вождя клана Ганн жил в XV веке. Он основал собственный септ, который называлась клан Хендерсон или Хендрисон.

### Вождь клана Хендерсон
Нынешним вождём клана Гендерсон (с 2004 года) является Алистер Дональд Хендерсон из Форделла (род. 8 июля 1949), экологический инженер, специализирующийся на исследовании проблемы загрязнения воздуха. Он живёт в Брисбене, Австралия. Он является постоянным членом Совета шотландских вождей.

### Замки клана Хендерсон
- Замок Форделл (шотл. — Fordell Castle) — расположен в одной миле от Инверкитинга в Файфе[3]. Был резиденцией вождей клана Хендерсон. Перестроен в XVI веке[3]. До этого принадлежал клану Айрт из Плэна. Этот замок пережил пожар во время очередной войны в Шотландии — клан Хендерсон тогда поддержал Марию Стюарт, королеву Шотландии[3]. Во время Гражданской войны замок был разграблен войсками Кромвеля после битвы при Инверкитинге в 1651 году. Впоследствии в результате брака замок перешёл в собственность Дункана Кампердауна, вожди клана Хендерсон переехали в таунхаус на черч-стрит в Инверкитинге, который стал известен как Форделл-Лодгинг[3].
- Замок Оттерстон (шотл. — Otterston Tower) — в двух милях на запад от Абердора. Замок имеет L-образный план, позже замок был реконструирован. Замок стал собственностью клана Хендерсон в XVI веке, клан замок перестроил, потом он стал собственностью клана Моубрей из Барнбоугла в 1589 году[3].
- Замок Брумхилл-хаус (шотл. — Broomhill House) — на юге Эдинбурга[3]. Клан Хендерсон владел им с 1508 по 1648 год. Затем замок был разрушен и снесён, земли перешли к клану Байрд из Ньюбита (шотл. — Baird Newbyth), а потом к клану Троттер из Мортонхолла (шотл. — Trotter Mortonhall)[3].

## Септы клана
Септы (Septs) и варианты фамилии Хендерсон: D’Handresson, Eanrig, Eanruig, Enderson, Endherson, Endirsone, Henders, Henderson, Hendersone, Hendersonne, Hendersoun, Hendersoune, Hendery, Hendirsone, Hendirsoune, Hendrie, Hendrisoune, Hendry, Henersoun, Hennersoune, Hennryson, Henresoun, Henreysoun, Henriesoun, Henrison, Henrisone, Henrisoun, Henrisoune, Henry, Henryesson, Henryson, Henrysoun, Kendrick, Kenrick, MacCanrig, MacCanrik, MacEanruig, MacEnrick, MacHendric, MacHendrie, MacHendry, MacHenrie, MacHenrik, MacHenry, MacKanrig, MacKendric, MacKendrich, MacKendrick, MacKendrie, MacKendrig, MacKendry, MacKenrick, Makanry, Makhenry, McHenry, McKendree, McKendrick, McKendry.